# Geheime Botschaften
Geheime Botschaften. Die Kunst der Verschlüsselung von der Antike bis in die Zeiten des Internet (englischer Originaltitel The Code Book. The Science of Secrecy from Ancient Egypt to Quantum Cryptography) ist ein im September 1999 von Simon Singh bei Fourth Estate in London veröffentlichtes populärwissenschaftliches Buch, das die Geschichte der Kryptologie anhand historischer Geschehnisse illustriert. Im Jahr 2000 erschien die deutschsprachige Ausgabe (Übersetzer: Klaus Fritz) bei Carl Hanser in München. Das Buch wurde mit der Corine 2001 geehrt. Es besteht aus acht Kapiteln, einem Anhang und einem Glossarium.

## Inhalt
- 1. „Die Geheimschrift der Maria Stuart“

Francis Walsingham begründet den englischen Geheimdienst. Maria Stuarts Nomenklator und die Geschichte ihrer verhängnisvollen Verstrickung in das Babington-Komplott dienen dem Autor als Einführung in die Geschichte der Kryptographie. Zwei Abbildungen fassen einige Grundbegriffe zusammen – den Schlüssel zur Verschlüsselung/Entschlüsselung des Klartextes/Geheimtextes. Ferner geht es um den Unterschied zwischen Verschlüsseln und Verstecken sowie beim Verschlüsseln um Transposition und Substitution. Beim Substituieren unterscheidet Simon Singh zwischen Chiffrieren und Codieren (Wort ersetzen).
- 2. „Le Chiffre indéchiffrable“

Charles Babbage und einige Jahre später Friedrich Kasiski brechen die Vigenère-Verschlüsselung. Étienne Bazeries entziffert die „Große Chiffre“ der Rossignols und trägt somit zur Identifizierung des Mannes mit der eisernen Maske bei. Die bis heute ungebrochene Beale-Chiffre wird ebenfalls erwähnt.

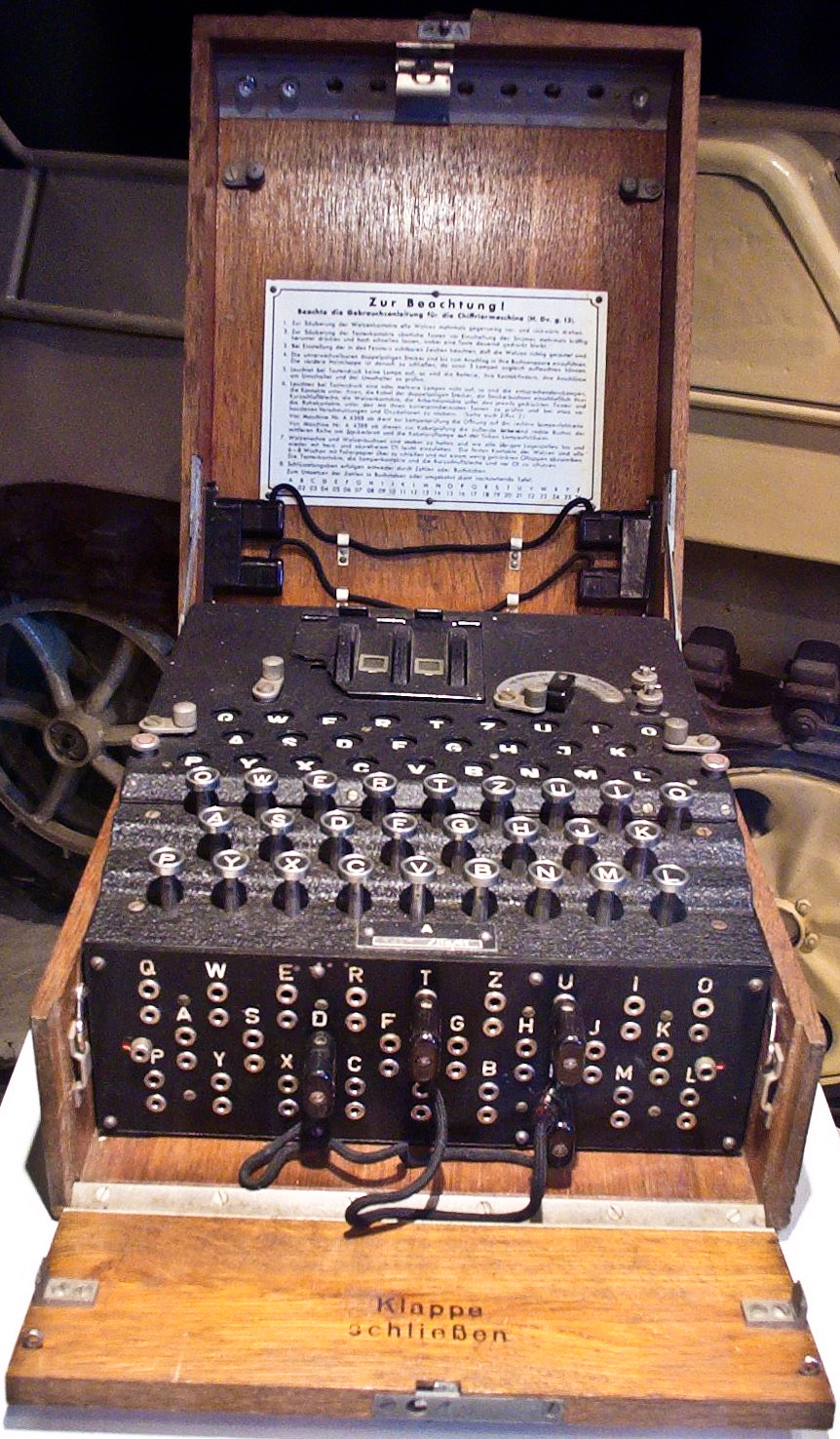
Die Enigma

- 3. Die Mechanisierung der Verschlüsselung

Georges Painvin knackt ADFGVX-Funksprüche. Im Room 40 wird die Zimmermann-Depesche entschlüsselt. Arthur Scherbius entwickelt die Enigma.
- 4. „Die Entschlüsselung der ‚Enigma‘“

Die bahnbrechende Arbeit des Mathematikers Marian Rejewski im Biuro Szyfrów ermöglicht der Gruppe um Alan Turing in Bletchley Park die Entschlüsselung der Enigma-Funksprüche.
- 5. „Die Sprachbarriere“

Thema des Kapitels sind natürliche Sprachen, wie der Einsatz des Navajo-Codes im Zweiten Weltkrieg, aber auch die Entzifferung der Hieroglyphen durch Thomas Young und Jean-François Champollion oder von Linear B durch Michael Ventris, John Chadwick und Alice Kober.
- 6. „Alice und Bob gehen an die Öffentlichkeit“

Das Kapitel beschreibt die Anfänge der asymmetrischen Kryptographie: Die Erfindung des RSA-Kryptosystems und des Diffie-Hellman-Merkle-Schlüsselaustauschs durch Wissenschaftler und die zuerst geheimgehaltenen parallelen Entdeckungen am GCHQ durch James H. Ellis, Clifford Cocks und Malcolm Williamson.
- 7. „Pretty Good Privacy“ enthält die Geschichte des von Phil Zimmermann entwickelten Verschlüsselungsprogramms.
- 8. „Ein Quantensprung in die Zukunft“

Das Buch schließt mit Erläuterungen zur Quantenkryptographie nach David Deutsch und Charles Bennett.

## Rezensionen
Das Buch wurde am 17. März 2000 von Bernd Graff in der „Süddeutschen Zeitung“ und am 17. August 2000 von Joachim Laukenmann in der „Zeit“ besprochen.

## Verwendete Ausgabe
- Simon Singh: Geheime Botschaften. Die Kunst der Verschlüsselung von der Antike bis in die Zeiten des Internet. Aus dem Englischen von Klaus Fritz. Mit zahlreichen Schwarzweißabbildungen. Deutscher Taschenbuch Verlag, München 2012 (11. Aufl.), ISBN 978-3-42333071-8.